# Георги Каракашев (футболист)
Георги Иванов Каракашев (роден на 8 февруари 1999 г.) е български футболист, който играе на поста централен полузащитник. Състезател на Локомотив (Пловдив).

## Кариера
На 1 юли 2020 г. Каракашев започва втория си период в Хебър. Дебютира на 7 август при равенството 1:1 като домакин на Пирин (Благоевград).

### Локомотив Пловдив
На 18 юни 2022 г. Георги е обявен за ново попълнение на пловдивския Локомотив. Прави дебюта си на 15 юли при загубата с 2:0 като гост на Лудогорец.